# Victor Hugo Girolami
Victor Hugo Girolami (Roma, 24 aprile 1910 – Cielo della Marmarica, 16 dicembre 1940) è stato un militare e aviatore italiano. 
Pluridecorato capitano pilota della specialità bombardamento, partecipò alla guerra d'Etiopia, alla guerra civile spagnola e alla seconda guerra mondiale. Per il coraggio dimostrato nell'ultima missione fu decorato con la Medaglia d'oro al valor militare alla memoria.

## Biografia

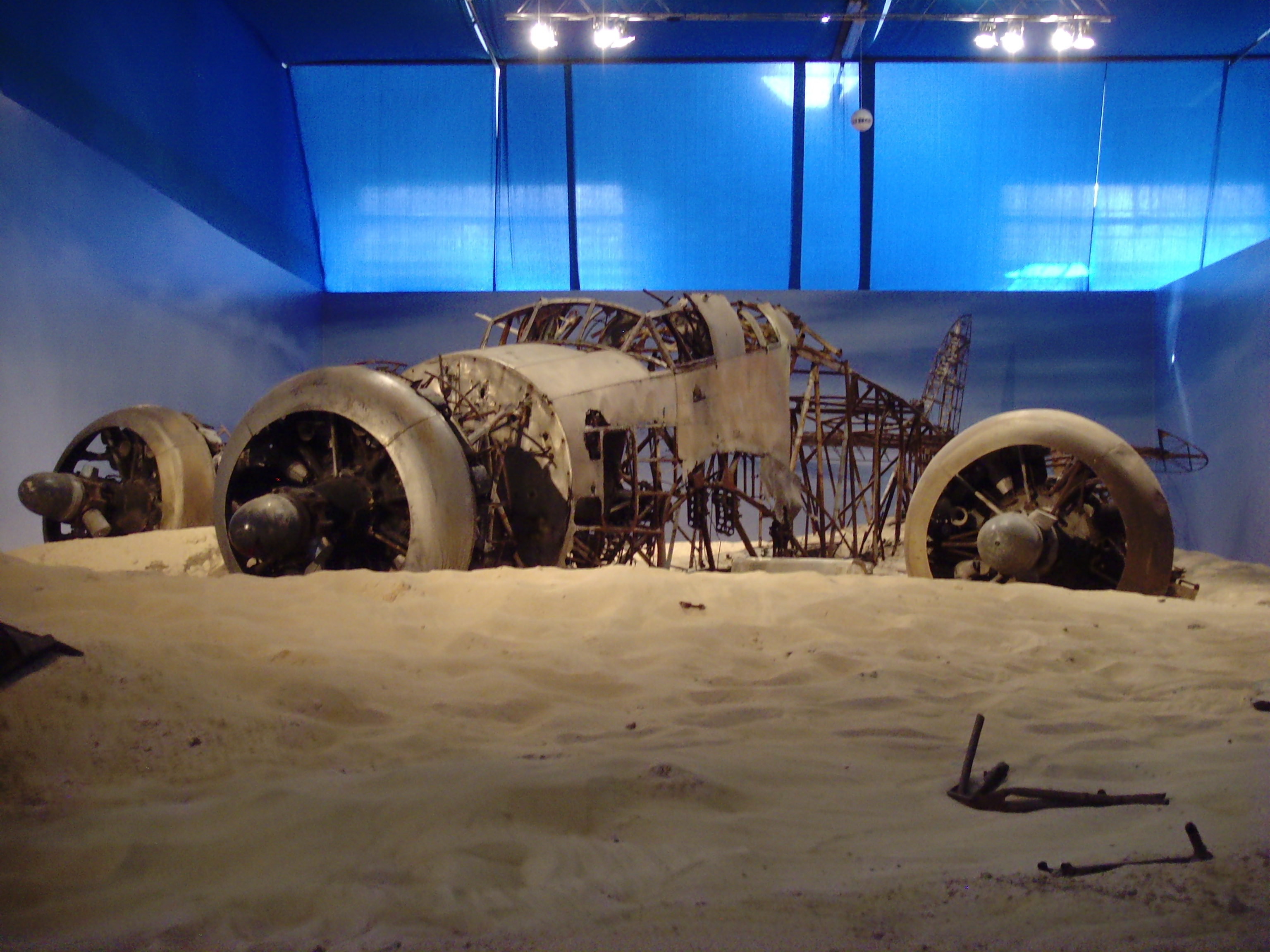
Relitto di un bombardiere Savoia-Marchetti S.79 Sparviero esposto, in ambientazione desertica, presso il Museo Volandia di Somma Lombardo.

Nacque a Roma il 24 aprile 1910, e all'età di 18 anni interruppe gli studi e si arruolò nel Regio Esercito come allievo sottufficiale, entrando in servizio nell'arma di artiglieria presso la caserma di Rieti. Al termine del servizio di leva riprese gli studi conseguendo il diploma di maestro elementare, insegnando poi presso le scuole della Capitale. Nell'aprile 1932 entrò a far parte della Milizia Volontaria Sicurezza Nazionale con il grado di capomanipolo, assegnato alla 120ª Legione "Giulio Cesare". Il mese successivo il segretario generale del Fascio di Roma gli assegnò il compito di insegnare ginnastica al primo corso per capi squadra. Tale corso fu ripreso delle macchine da presa e divenne un documentario intitolato Corso Capitani Capisquadra che fu proiettato in tutti i cinema rionali e addirittura a Palazzo Reale. Impegnato come istruttore pre-militare al 1º corso capi centuria tenutosi alle scuole elementari "Alberto Cadlolo", in seguito al suo successo ricevette la promozione a ufficiale dell'esercito, assegnato con il grado di sottotenente al 13º Reggimento artiglieria da campagna. Entusiasmato dal mondo dell'aviazione frequentò il primo corso di pilotaggio per Giovani Fascisti tenutosi sull'aeroporto dell'Urbe, conseguendo il brevetto di pilota civile. In seguito ottenne il brevetto di pilota militare sull'aeroporto di Grottaglie (Taranto), e nel 1934 entrò nella Regia Aeronautica come sottotenente pilota di complemento.
Il suo primo incarico fu presso la Scuola centrale di pilotaggio di Grottaglie, ma allo scoppio della guerra italo-etiopica partì come volontario per l'Africa Orientale Italiana. Arrivato a Massaua via mare come pilota del 9º Stormo Bombardamento Terrestre al comando del colonnello Renato Sandalli, equipaggiato con i bombardieri Savoia-Marchetti S.M.81. Il suo reparto fu schierato sull'aeroporto di Gura (Eritrea), vicino all'Asmara, ma poco dopo passò in forza alla Squadriglia di Ro.1 Libica e quindi alla 14ª Squadriglia B.T. "Testa di Leone", equipaggiata con i Caproni Ca.133. In seno a questo reparto partecipò a numerose azioni belliche, tra le quali la battaglia di Mai Ceu, sempre distinguendosi, e ottenendo la promozione in servizio permanente effettivo (SPE) per merito di guerra, la promozione a tenente per merito di guerra, e l'assegnazione di una Medaglia d'argento al valor militare.
Dopo aver partecipato, per qualche tempo, alle operazioni di polizia coloniale, nel corso dell'estate 1937 si offrì volontario per partecipare alla guerra civile spagnola. La sua domanda fu accolta, e nel settembre successivo si imbarcò per l'Italia, dove trascorse una breve licenza in famiglia, arrivando in terra iberica nel mese di ottobre. Il 13 dello stesso mese entrò a far parte dell'Aviazione Legionaria partecipando ad alcune azioni, ma nel mese di novembre fu ricoverato all'ospedale di Saragozza a causa di una pleurite. Rientrò in servizio il 29 gennaio 1938, assegnato alla 251ª Squadriglia del XXV Gruppo B.T. basata sull'aeroporto di Tudela ed equipaggiata con gli S.M.81. Promosso capitano per meriti di guerra nel corso del mese di marzo, rientrò in Italia nel mese di luglio, decorato con una seconda Medaglia d'argento al valor militare, per assumere il comando della 50ª Squadriglia Bombardamento Veloce di stanza in Sardegna, ed equipaggiata con i moderni trimotori Savoia-Marchetti S.79 Sparviero.
In vista dell'entrata in guerra dell'Italia, nel maggio 1940 si trasferì sull'aeroporto di Viterbo, assumendo il comando della 63ª Squadriglia, 29º Gruppo del 9º Stormo B.T. Con lo scoppio delle ostilità lo stormo, al comando del colonnello Mario Aramu, si trasferì all'aeroporto di Alghero operando contro le forze francesi in Corsica, e dopo l'armistizio con la Francia, il 7 settembre partì per l'Africa settentrionale italiana dislocandosi a Castelbenito presso l'Aeroporto di Tripoli e poi a Derna presso l'Aeroporto di Martuba. Nel mese di dicembre gli inglesi lanciarono l'Operazione Compass sul fronte della Marmarica, che in breve tempo, grazie alla superiore mobilità, scompaginò la 10ª Armata italiana al comando del Maresciallo d'Italia Rodolfo Graziani. Nel disperato tentativo di contrastare l'avanzata della Desert Force i bombardieri furono impiegati in missioni di attacco al suolo contro le colonne avanzanti. Il 16 dicembre la 4ª Brigata corazzata circondò la guarnigione italiana di Sidi Omar, che richiese disperatamente l'intervento dell'aviazione al fine di evitare l'annientamento. Sei bombardieri del 9º Stormo decollarono alle 14:40 da Derna e arrivarono su Tobruk, dove attesero invano l'arrivo dei caccia di scorta C.R.42 Falco, proseguendo quindi, senza scorta, verso l'obiettivo. Alla testa della formazione si pose il colonnello Aramu, ed egli prese posto sull'aereo del comandante in qualità di ufficiale puntatore. Arrivati in vista dell'obiettivo gli aerei italiani furono intercettati da una grossa formazione di caccia inglesi, formata da circa venti Hawker Hurricane e cinque Gloster Gladiator che si lanciarono all'attacco da una quota superiore. Tre dei sei bombardieri furono abbattuti dopo una strenua difesa. Il primo a cadere fu quello del tenente colonnello Guglielmo Grandjacquet, il secondo quello di Aramu, e il terzo quello del sottotenente Tonachella.
Quando il mitragliere dorsale del suo velivolo rimase ucciso da una raffica di mitragliatrice, egli prese il suo posto e continuò a sparare finché non cadde a sua volta colpito a morte. Alla sua memoria venne decretata la concessione della Medaglia d'oro al valor militare, così come a quella di Aramu e Grandjacquet. Una scuola e una strada di Roma portano il suo nome.

### Annotazioni
1. ↑  A quell'epoca si sposò ed ebbe poi due figli, Giuliana e Paolo.
2. ↑  In tale squadriglia militavano anche i figli di Mussolini, Bruno e Vittorio. Nella squadriglia gemella, la 15ª detta "La Disperata", volavano i gerarchi Galeazzo Ciano, Alessandro Pavolini e Roberto Farinacci.
3. ↑  La presa di tale caposaldo avrebbe permesso agli inglesi di avanzare indisturbati su Derna.
4. ↑  L'aereo precipitò in fiamme, e il corpo del colonnello Aramu non venne mai più ritrovato.

### Fonti
1. 1 2 3 4 5 6  Ferrara 2015, p. 34.
2. 1 2  Ufficio Storico dell'Aeronautica Militare 1969, p. 185.
3. 1 2 3 4  Ferrara 2015, p. 35.
4. 1 2  Ferrara 2015, p. 36.
5. 1 2  Ferrara 2015, p. 37.
6. 1 2  Ferrara 2015, p. 38.
7. ↑  Ferrara 2015, p. 39.
8. 1 2  Ferrara 2015, p. 40.
9. 1 2 3  Dunning 1988, p. 34.
10. 1 2  Ufficio Storico Stato Maggiore dell'Aeronautica 1977, p. 64.
11. 1 2 3 4  Ferrara 2015, p. 41.
12. ↑  Ufficio Storico dell'Aeronautica Militare 1969, p. 190.
13. ↑  Bollettino Ufficiale disp. 18, pag. 696 e Bollettino Ufficiale 1942, disp. 8, pag. 365.

### Periodici
- Orazio Ferrara, Victor Hugo Girolami un'aquila romana, in Aerei nella Storia, n. 102, Parma, West Ward Edizioni, giugno-luglio 2015,  pp. 34-44.